# Alena Kareicha
Alena Ivanauna Kareicha –en bielorruso, Алена Іванаўна Карэйча– (13 de mayo de 1979) es una deportista bielorrusa que compitió en lucha libre. Ganó dos medallas de bronce en el Campeonato Europeo de Lucha, en los años 2001 y 2004.

## Palmarés internacional
| Campeonato Europeo | Campeonato Europeo | Campeonato Europeo | Campeonato Europeo |
| Año                | Lugar              | Medalla            | Categoría          |
| ------------------ | ------------------ | ------------------ | ------------------ |
| 2001               | Budapest (Hungría) | Medalla de bronce  | 51 kg              |
| 2004               | Haparanda (Suecia) | Medalla de bronce  | 51 kg              |